# Litofania

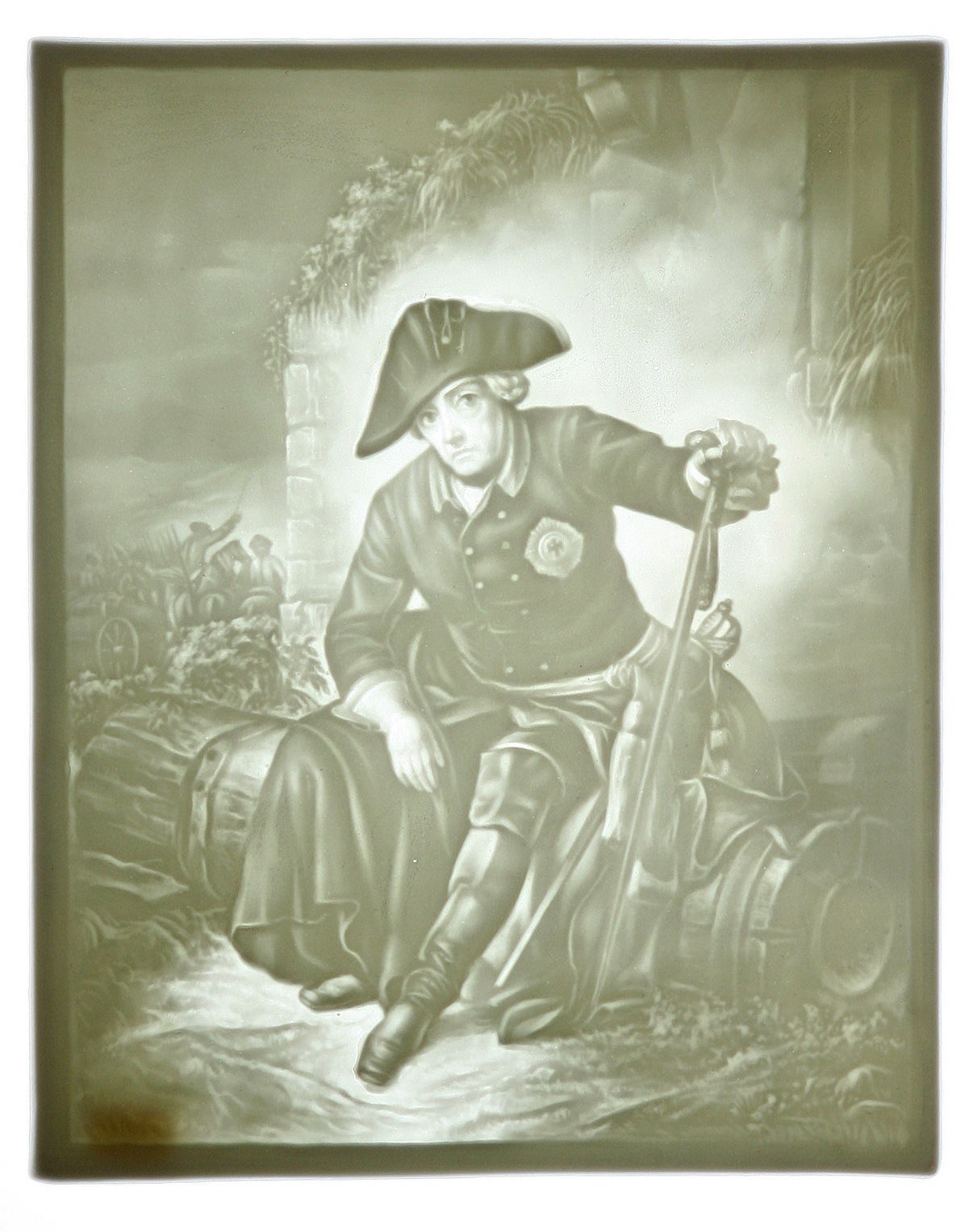
Litofania il·luminada (inspirat en l'obra «Frederic el Gran després de la batalla de Kolin» per Julius Schrader)

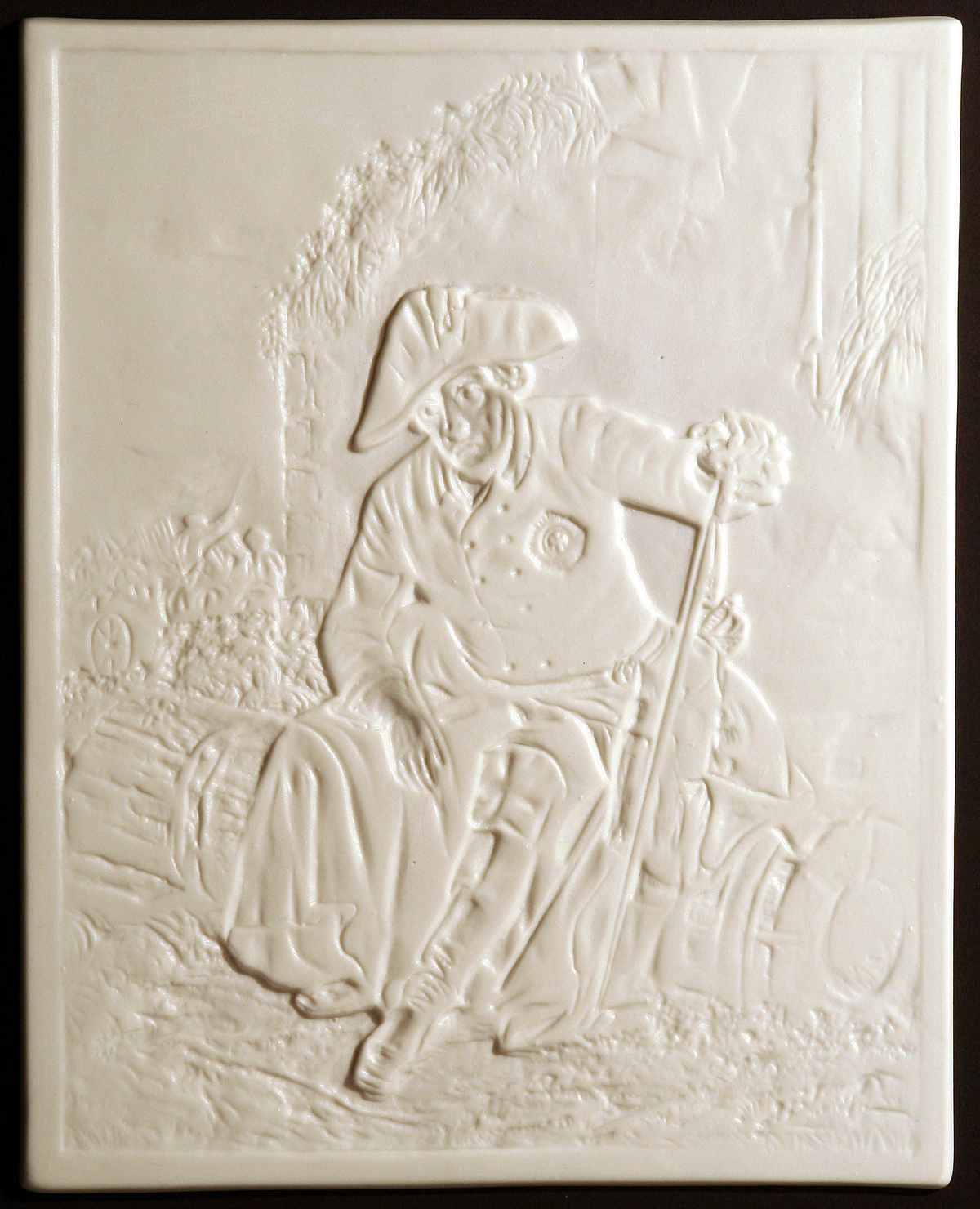
La mateixa, sense llum

Les litofanies o transparències de Berlín són unes plaques fines de porcellana amb una imatge en baix relleu, que només en il·luminar-se pel darrere aconsegueix una sensació de realitat i profunditat que sorprèn l'espectador, i on la gradació de blancs i grisos està determinada pels diferents gruixos de la placa.

## Història
Ja segles enrere a l'Extrem Orient es va fer servir les capacitats translúcides de la porcellana, al món occidental apareix amb la patent registrada el 1827 pel baró francès Paul de Bourguignon. Aquest, en no poder explotar-la, en vengué els drets a diferents artesans, el que va permetre que la tècnica es va difondre a tot Europa. Des d'aleshores, la producció en va créixer i se'n va registrar el punt àlgid a mitjan segle xix. A poc a poc va perdre popularitat fins que gairebé va desaparèixer a la fi del segle.
En un primer moment, les litofanies es feien servir com a pantalles per a làmpades, de les quals hom podia gaudir de nit, o bé penjades prop d'una llar de foc o d'una finestra, on la llum exterior descobria la imatge a contrallum. L'enginy dels productors permeté l'aparició d'aquesta simpàtica tècnica en altres peces quotidianes, com per exemple al fons de vasos i tasses, bàsicament en gerres de porcellana per a cervesa, que animaven el bevedor a acabar-se la consumició per descobrir la imatge. En aquest mateix sentit, ja al segle xx, els japonesos incorporaren al fons de les tasses de té una litofania que solia representar una geisha.
L'ús de la litofania, però, es pot trobar també en objectes més sofisticats, com per exemple els escalfadors de te. Consistien en un cub de porcellana de quatre costats amb litofanies i amb una obertura a la part inferior que permetia encabir-hi una espelma, que, encesa, il·luminava la peça i donava vida a les imatges, i alhora escalfava una tetera, també de porcellana, disposada en la part superior del cub.
Es tractava de peces cares i delicades, atesa la dificultat tècnica i llur naturalesa fràgil. Els temes representats foren diversos, però no excessivament nombrosos: escenes rurals i costumistes, retrats de personatges coneguts, còpies de quadres famosos, escenes religioses i vistes panoràmiques.
Les litofanies es conegueren també com transparències de Berlín, perquè en aquesta ciutat hi havia una de les fàbriques que més èxit va obtenir amb aquest producte, la Königliche Preussische Manufactur, que identificava els seus treballs amb la marca KPM. Alemanya, d'on es coneixen diverses fàbriques, fou un dels països que més i millor elaborà aquest producte, però n'havia també de productors de peces de qualitat a altres països, com França o Anglaterra.
A Elmore a l'estat d'Ohio, hi ha el museu Blair Museum of Lithophanes, on s'exposen obres de la col·lecció de Laurel Gotshall Blair (1909-1993), que conté més de 2300 litofanies.